# Шарапов (мыс)
Шарапов — мыс на южном берегу Кандалакшского залива Белого моря. Административно расположен в Лоухском районе Республике Карелии, Россия. Территория мыса закрыта для посещения иностранцами.

## География
Протяжённость с запада на восток около 2-х километров. Ограничен с северо-запада губой Шарапихапролива Глубокая Салма и губой Трясова на юго-востоке.
Высота над морем до 58 метров.
Произрастает ягель.

## История
Обозначен мыс Шарапов ещё на карте Архангельского наместничества 1792 года (из книги: Вильбрехт Александр Михайлович. Российский Атлас из сорока четырёх карт состоящий и на сорок два наместничества Империю разделяющий. Атлас издан при Горном Училище в 1792 году). Также на старых картах обозначен как мыс Шерапов

## Инфраструктура
На мысу установлен одноимённый светящий знак — маяк Шарапов. Есть жилище для временного проживания, отмеченная на картах как изба